# カクメロ

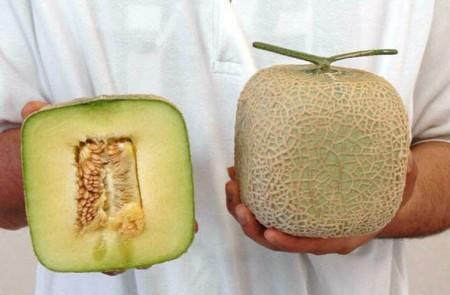
カクメロ

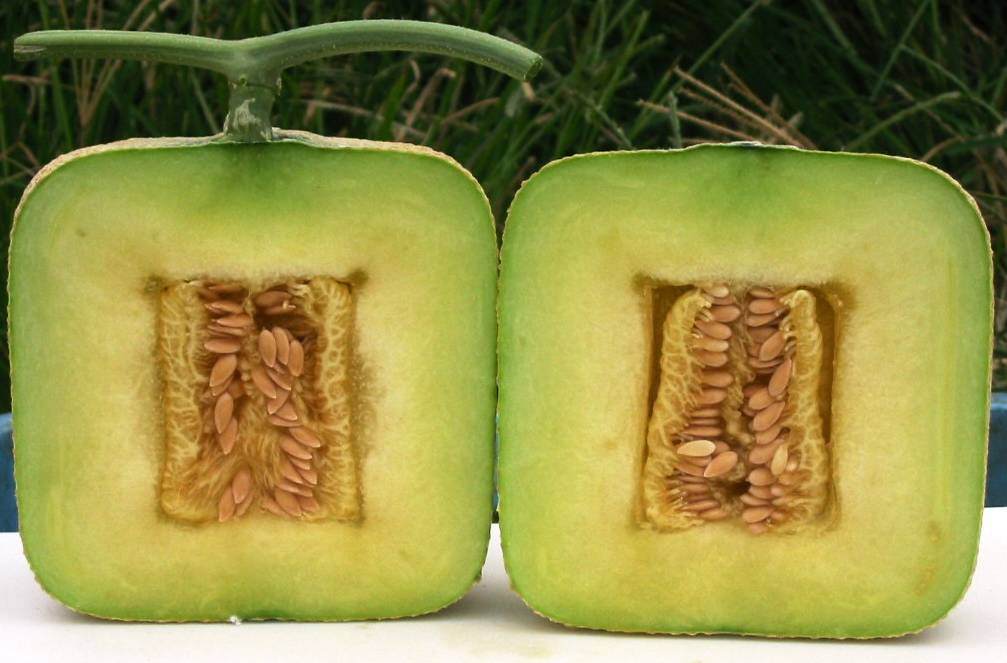

カクメロ（Kakumelo）は、愛知県立渥美農業高等学校が開発した四角い形をしたメロン。
メロンは、マスクメロンを利用し、名前の由来は、その形状より。

## 概要
豊橋農業協同組合と愛知みなみ農業協同組合で協力して栽培されている。糖度が均一に分布しているなどの特徴がある。枠およびパッケージデザインは愛知県立豊橋工業高等学校の学生が協力した。また、糖度の測定には豊橋技術科学大学中内茂樹教授の研究室が協力した。

## 経緯
かつて、渥美半島は黒潮の影響で年間を通じて温暖でメロンの一大産地であったが、生産量は年々減っていた。愛知県立渥美農業高等学校の授業の一環としてプロジェクトが実行され、名産品になりつつある。
メロンの実が膨らむ力は予想以上に強く、木やアクリル製の型枠では強度が足りず壊れたため豊橋工業高校の協力で鉄製の型枠が造られた。鉄板に接触した状態ではマスクメロン特有の網目がうまく形成されないため、型枠と果実の間に緩衝材が間に入っている。
2005年6月7日には商標登録を、2007年1月26日には製法特許を取得した。